# 基利斯

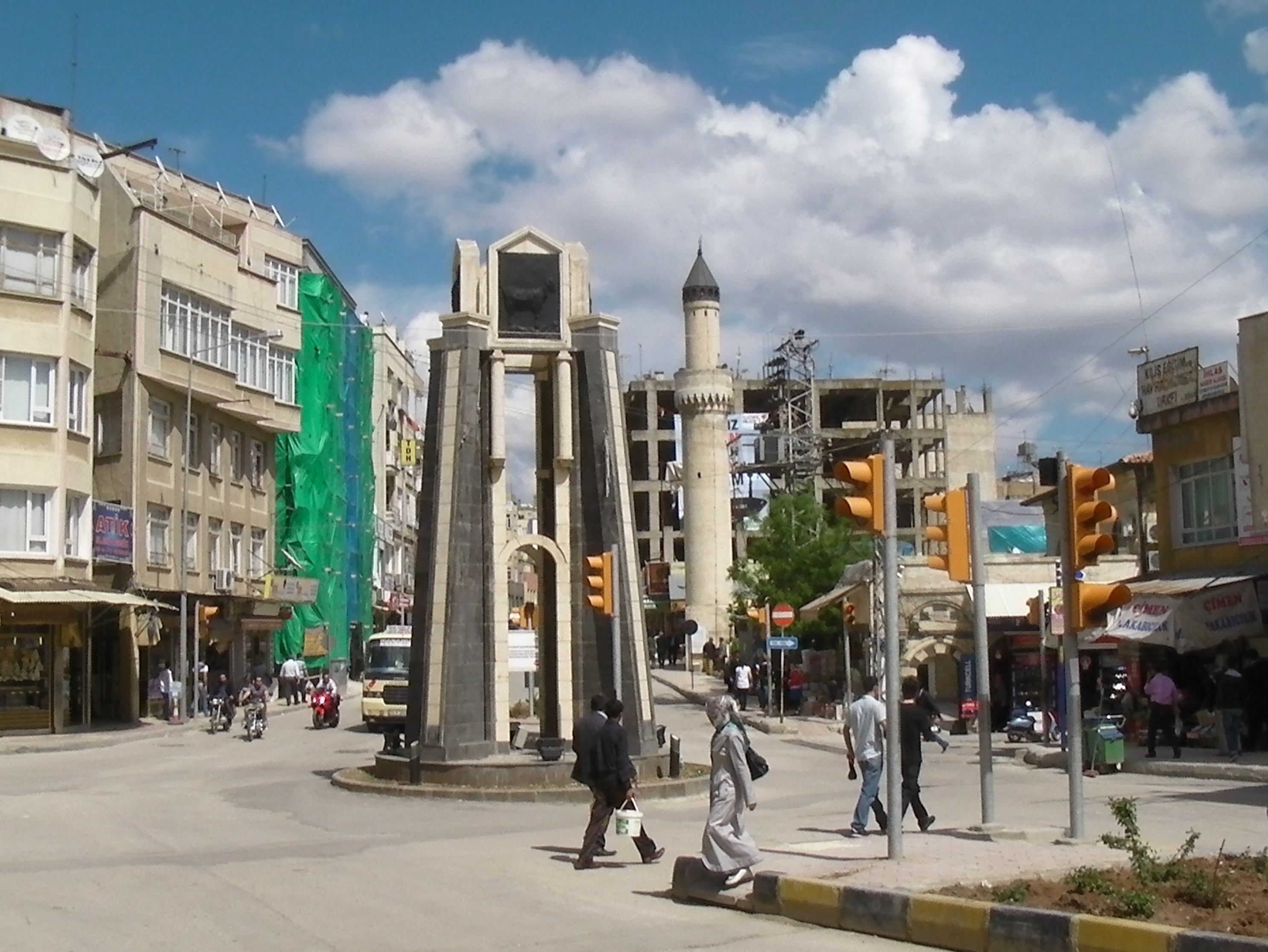

基利斯是土耳其的城鎮，也是基利斯省的首府，位於該國中南部，毗鄰與敘利亞接壤的邊境，海拔高度663米，受半乾旱氣候影響，每年平均降雨量492毫米，2009年人口80,542。

## 外部連結
- Kilis Police Department （土耳其文）
- All About Turkey : Kilis （页面存档备份，存于）

36°42′58″N 37°06′54″E / 36.7161°N 37.1150°E